# Robby Wakaka
Robby Kumenda Wakaka (18 juni 2004) is een Belgisch voetballer die sinds januari 2025 uitkomt voor KVK Tienen.

## Clubcarrière
Wakaka genoot zijn jeugdopleiding bij FCV Dender EH, Club Brugge en KAA Gent. In december 2021 ondertekende hij zijn eerste profcontract bij Gent. Op 24 september 2022 maakte Wakaka zijn officiële debuut voor Jong KAA Gent, het beloftenelftal dat dat seizoen instroomde in Eerste nationale: in de competitiewedstrijd tegen OH Leuven U23 (4-0-winst) liet trainer Emilio Ferrera hem in de 65e minuut invallen voor David Mukuna-Trouet. Wakaka speelde in het seizoen 2022/23 negen competitiewedstrijden voor Jong Gent. In het seizoen 2023/24 groeide hij uit tot een vaste waarde in de ploeg van Arnar Viðarsson, die in het tussenseizoen overnam van Ferrera.
Na twee seizoenen in Eerste nationale met Jong Gent koos Wakaka voor een avontuur bij de IJslandse eersteklasser FH Hafnarfjörður. Op 1 september 2024 maakte hij zijn officiële debuut voor het eerste elftal van de club: op de voorlaatste speeldag van de reguliere competitie mocht hij in de 0-3-nederlaag tegen Stjarnan FC in de 83e minuut invallen. Op 25 september 2024 mocht hij op de eerste speeldag van de play-offs ook invallen in de 3-0-nederlaag tegen Víkingur Reykjavík.
In januari 2025 ondertekende Wakaka een contract tot het einde van het seizoen bij KVK Tienen, dat op dat moment aan de leiding stond in Eerste nationale met vier punten meer dan Jong Gent.

## Clubstatistieken
| Seizoen         | Club             | Land             | Competitie       | Competitie | Competitie | Beker | Beker | Supercup | Supercup | Europees | Europees | Totaal | Totaal |
| Seizoen         | Club             | Land             | Competitie       | Wed.       | Dlp.       | Wed.  | Dlp.  | Wed.     | Dlp.     | Wed.     | Dlp.     | Wed.   | Dlp.   |
| --------------- | ---------------- | ---------------- | ---------------- | ---------- | ---------- | ----- | ----- | -------- | -------- | -------- | -------- | ------ | ------ |
| 2022/23         | Jong KAA Gent    | Vlag van België  | Eerste nationale | 9          | 0          | —     | —     | —        | —        | —        | —        | 9      | 0      |
| 2023/24         | Jong KAA Gent    | Vlag van België  | Eerste nationale | 30         | 0          | —     | —     | —        | —        | —        | —        | 30     | 0      |
| 2024            | FH Hafnarfjörður | Vlag van IJsland | Besta deild      | 2          | 0          | 0     | 0     | —        | —        | —        | —        | 2      | 0      |
| 2024/25         | KVK Tienen       | Vlag van België  | Eerste nationale | 0          | 0          | 0     | 0     | —        | —        | —        | —        | 0      | 0      |
| Carrière totaal | Carrière totaal  | Carrière totaal  | Carrière totaal  | 41         | 0          | 0     | 0     | 0        | 0        | 0        | 0        | 41     | 0      |

Bijgewerkt op 8 januari 2025.